# Ballon de Bakri
Le ballon de Bakri est un instrument médical de tamponnement intra-utérin inventé par le Dr Younes Bakri. Ce ballon se présente comme un cathéter en silicone de 54 cm de long (ou 24 sur l'échelle French/Charrière) avec une capacité de remplissage de 500 ml. Ce dispositif est utilisé pour contrôler et réduire temporairement l'hémorragie de la délivrance.

## Utilisation
Le ballon de Bakri est un ballon obstétrical en silicone spécifiquement conçu pour traiter l'hémorragie de la délivrance. Ce système est utilisé pour « le contrôle ou la réduction temporaire de l'hémorragie de la délivrance lorsqu'une gestion conservative du saignement utérin est nécessaire ».

## Évaluation
Une étude en Finlande impliquant 50 patientes a enregistré un taux de succès de 86 % pour le traitement de l'hémorragie de la délivrance avec le ballon de Bakri. Une étude allemande avec 20 patientes a rapporté un taux de succès de 90 % quand le ballon est utilisé de façon combinée avec des sutures B-Lynch. Il permettrait potentiellement d'éviter des hystérectomies.

## Recommandations
La Fédération internationale de gynécologie et d'obstétrique (FIGO) et la Confédération internationale des sages-femmes (ICM) ont toutes deux approuvé l'usage du ballon comme un des principaux moyens de traitement de l'hémorragie de la délivrance.